# Sankt Sigfrids socken
Sankt Sigfrids socken i Småland ingick i Södra Möre härad, ingår sedan 1971 i Nybro kommun och motsvarar från 2016 Sankt Sigfrids distrikt i Kalmar län.
Socknens areal är 46,25 kvadratkilometer, varav land 46,15. År 2000 fanns här 393 invånare. Kyrkbyn Sankt Sigfrid med sockenkyrkan Sankt Sigfrids kyrka ligger här, belägen 500 meter öster om Kyrkeryd (tidigare Kumlamad) där kyrkogården ligger och där den tidigare kyrkan låg fram till 1888.

## Administrativ historik
Sankt Sigfrids socken bildades 1856 som annexkyrksocken till Ljungby socken. Först 1880 utbildades den till en egen jordebokssocken. 1856 hade byarna Bläsemåla, Bosgård, Brorsryd, Brändebo, Fjälebo, Gisslabo, Gräne, Kimramåla, Kortemåla, Krukebo, Kulla, Kyrkeryd, Källebäck, Mölebo, Västrakulla och Överstatorp överförts från Ljungby socken till Sankt Sigfrids socken. 1860 överfördes även byn Gårdsryd från Mortorps socken.
Vid kommunreformen 1862 övergick socknens ansvar för de kyrkliga frågorna till Sankt Sigfrids församling och för de borgerliga frågorna till Sankt Sigfrids landskommun. Landskommunen inkorporerades 1952 i Ljungbyholms landskommun och uppgick sedan 1969 i Nybro stad, från 1971 Nybro kommun. Församlingen uppgick 2006 i Nybro-S:t Sigfrids församling.
1 januari 2016 inrättades distriktet Sankt Sigfrid, med samma omfattning som församlingen hade 1999/2000.  
Socknen har tillhört samma fögderier och domsagor som Södra Möre härad.
Socken indelades fram till 1901 i (tillsammans med Ljungby socken) 123 båtsmanshåll, vars båtsmän tillhörde Södra Möres 1:a båtsmanskompani.

## Geografi
Sankt Sigfrids socken ligger sydost om Nybro och består av en flack mager skogsbygd.

## Fornminnen
Flera stenyxor har hittats och flera stensättningar från järnåldern. I Gårdsryd har funnits en domarring och väl bevarade rösen från järnåldern.

## Namnet
Namnet är från kyrkan som fick detta namn 1856 efter helgonet Sankt Sigfrid.

### Fotnoter
1. 1 2 3  Svensk Uppslagsbok andra upplagan 1947–1955: Sankt%20Sigfrid socken
2. 1 2  Harlén, Hans; Harlén Eivy (2003). Sverige från A till Ö: geografisk-historisk uppslagsbok. Stockholm: Kommentus. Libris 9337075. ISBN 91-7345-139-8
3. ↑  DMS 4:1 Möre
4. ↑  ”Församlingar”. Statistiska centralbyrån. https://www.scb.se/hitta-statistik/regional-statistik-och-kartor/regionala-indelningar/forsamlingar/. Läst 30 december 2022.
5. ↑  Administrativ historik för S:t%20Sigfrid socken (Klicka på församlingsposten). Källa: Nationella arkivdatabasen, Riksarkivet.
6. ↑  "Ostkanten" om Blekinge och Södra Möres båtsmän
7. 1 2 3  Nationalencyklopedin
8. 1 2  Sjögren, Otto (1931). Sverige geografisk beskrivning del 2 Östergötlands, Jönköpings, Kronobergs, Kalmar och Gotlands län. Stockholm: Wahlström & Widstrand. Libris 9939
9. ↑  Fornlämningar, Statens historiska museum: Sankt Sigfrids socken
10. ↑  Fornminnesregistret, Riksantikvarieämbetet: Sankt Sigfrids socken Fornminnen i socknen erhålls på kartan genom att skriva in sockennamn (utan "socken") i "Ange geografiskt område"